# Kamaiyah
Kamaiyah, de son nom complet Kamaiyah Jamesha Johnson, née le 13 mars 1992 à Oakland en Californie, est une rappeuse américaine.

## Biographie
Kamaiyah Jamesha Johnson naît le 13 mars 1992 à Oakland, en Californie, et grandit à l'est de la ville, où réside une majorité d'afro-américains ouvriers. À l'âge de 5 ans, sa mère étant violente, elle est placée dans une famille d'accueil. À partir de 7 ans, sa grand-mère se charge d'élever Kamaiyah et ses deux grands-frères. Alors âgée de 10 ans, elle découvre que son père, qui accumule les allers-retours en prison, est accro au crack.
Elle commence à s'intéresser à la musique et à écrire à l'âge de 7 ans, inspirée par le succès du jeune rappeur Lil Bow Wow.

### Carrière
Membre du collectif oaklandais Big Money Gang, Kamaiyah sort son premier single, How Does It Feel, en 2015, et publie son premier projet, A Good Night in the Ghetto, le 14 mars 2016; lequel reçoit un accueil élogieux par la presse spécialisée. Au cours de l'année 2016, elle est, aux côtés de Drake, invitée par le rappeur YG sur le titre Why You Always Hatin?. En juin 2016, Kamaiyah signe chez Interscope Records. Elle est invitée par YG sur le Fuck Donald Trump Tour du 18 septembre au 4 décembre 2017,. Kamaiyah est ensuite nommée dans la XXL Freshman Class 2017.
Le 8 novembre 2017, elle sort une mixtape composée de 10 titres intitulée Before I Wake.
Au cours de l'année 2020, Kamaiyah dévoile tour à tour les mixtapes Got It Made, Oakland Nights en collaboration avec le rappeur Capolow, et No Explanations.

## Discographie

### Mixtapes
- 2016 : A Good Night in the Ghetto
- 2017 : Before I Wake
- 2020 : Got It Made
- 2020 : Oakland Nights (avec Capolow)
- 2020 : No Explanations

### Singles
- 2015 : How Does It Feel
- 2016 : Break You Down
- 2016 : NXGGAS
- 2016 : I'm On
- 2017 : Build You Up
- 2017 : Mo Money Mo Problems
- 2017 : Successful
- 2017 : Playa in Me
- 2018 : Dope Chick
- 2018 : Slide
- 2018 : The Wave
- 2018 : Addicted to Ballin' (featuring ScHoolboy Q)
- 2019 : Windows (featuring Quavo & Tyga)
- 2019 : Back to Basics
- 2019 : Still I Am
- 2020 : Set It Up (featuring Trina)
- 2020 : Whatever Whenever
- 2020 : Project Baby
- 2020 : Go Crazy
- 2020 : Extravagant
- 2020 : Pressure
- 2020 : Digits (avec Capolow)
- 2020 : Still I Rise (featuring Jackboy)
- 2020 : Art of War
- 2021 : Bend da Corner
- 2022 : F.W.I (featuring DaBoii)

### Apparitions
- 2016 : Why You Always Hatin? - YG feat. Drake & Kamaiyah
- 2016 : Petty - E-40 feat. Kamaiyah
- 2016 : 4Hunnid Summers - DJ Mustard feat. YG, Ty Dolla $ign & Kamaiyah
- 2017 : All Around Me - Lil Yachty feat. YG & Kamaiyah
- 2017 : Ride - Keyshia Cole feat. Kamaiyah
- 2018 : New Phone, Who Dis? - CHOC feat. Kamaiyah
- 2018 : No Bleedin - Vince Staples feat. Kamaiyah
- 2019 : Do Yo Dance - YG feat. Kamaiyah, RJ, Mitch & Ty Dolla $ign
- 2019 : Do Not Disturb - YG feat. Kamaiyah & G-Eazy
- 2019 : Break the Bank - Philthy Rich feat. Kamaiyah
- 2019 : All In - YBN Nahmir feat. Kamaiyah
- 2019 : Still Hustlin’ - Peewee Longway & Money Man feat. Kamaiyah
- 2020 : Bullshit - Jay Worthy feat. Kamaiyah
- 2021 : You Do - Derek King feat. Kamaiyah
- 2023 : Droptop - OhGeesy (sur l'album GeezyWorld 2)
- 2023 : Perky - OhGeesy (sur l'album GeezyWorld 2)